# Xylocopa scioensis
Xylocopa scioensis är en biart som beskrevs av Giovanni Gribodo 1884.
Xylocopa scioensis ingår i släktet snickarbin och familjen långtungebin.

## Underarter
Arten delas in i följande underarter:
- Xylocopa scioensis scioensis
- Xylocopa scioensis uluguruna